# Trachylepis mlanjensis
Trachylepis mlanjensis är en ödleart som beskrevs av  Arthur Loveridge 1953. Trachylepis mlanjensis ingår i släktet Trachylepis och familjen skinkar. Inga underarter finns listade i Catalogue of Life.